# Municipio de Springfield (condado de Ross)
El municipio de Springfield (en inglés: Springfield Township) es un municipio ubicado en el condado de Ross en el estado estadounidense de Ohio. En el año 2010 tenía una población de 2657 habitantes y una densidad poblacional de 33,3 personas por km².

## Geografía
El municipio de Springfield se encuentra ubicado en las coordenadas 39°21′23″N 82°54′34″O / 39.35639, -82.90944. Según la Oficina del Censo de los Estados Unidos, el municipio tiene una superficie total de 79.79 km², de la cual 78,82 km² corresponden a tierra firme y (1,21 %) 0,97 km² es agua.

## Demografía
Según el censo de 2010, había 2657 personas residiendo en el municipio de Springfield. La densidad de población era de 33,3 hab./km². De los 2657 habitantes, el municipio de Springfield estaba compuesto por el 95,71 % blancos, el 1,51 % eran afroamericanos, el 0,49 % eran amerindios, el 0,56 % eran asiáticos, el 0,19 % eran de otras razas y el 1,54 % eran de una mezcla de razas. Del total de la población el 0,26 % eran hispanos o latinos de cualquier raza.